# Оксиринхский папирус 1007
Оксиринхский папирус 1007 (аббр.: LXXP.Oxy.VII.1007) — фрагмент написанного на пергаменте кодекса, содержащий текст Септуагинты. Это одна из рукописей, обнаруженных в Оксиринхе. На основании палеографических исследований датируется III веком. Папирус хранится в Лондоне, в отделе рукописей Британской библиотеки (инв. номер 2047).

## Описание
В рукописи содержатся фрагменты 2-й и 3-й глав Книги Бытия (Быт. 2,7-9.16-19.23 — 3,1.6-8). В тексте 2-й главы (Быт. 2:8—18) содержится имя Бога, написанное двойным йудом.

## История
Текст с Оксиринхского папируса 1007 был опубликован в 7-м томе издания «Oxyrhynchus Papyri» (Лондон, 1910, стр. 1 и 2). Он был переведён и отредактирован Артуром С. Хантом.
Папирус каталогизирован под номером 907 в списке рукописей Септуагинты по классификации Альфреда Ральфса, а также подписан как VH 5 y LDAB 3113.